# Батисы
Батисы (лат. Batis) — род воробьиных птиц из семейства сережкоглазок.

## Этимология
Название рода происходит от древнегреческого batis, batidos, что относилось к не идентифицированной птице, питавшейся червями, которую упоминает Аристотель.

## Описание
Мелкие насекомоядные птицы. Обычно имеют серую корону и чёрную «маску» на лице.
Песня обычно представляет собой нисходящий тройной свисток.
Гнездо создаётся в виде небольшой аккуратной чашечки, размещенной низко на дереве или кусте.

## Классификация
Международный союз орнитологов относит к роду 21 вид:
- Batis capensis (Linnaeus, 1766) — Капский батис
- Batis crypta Fjeldså, Bowie & Kiure, 2006
- Batis dimorpha (Shelley, 1893)
- Batis diops Jackson, 1905 — Рувензорский батис
- Batis erlangeri Neumann, 1907
- Batis fratrum (Shelley, 1900) — Намибийский батис
- Batis ituriensis Chapin, 1921
- Batis margaritae Boulton, 1934 — Батис Маргариты
- Batis minima (Verreaux & Verreaux, 1855) — Габунский батис
- Batis minor Erlanger, 1901 — Конголезский батис
- Batis minulla (Barboza du Bocage, 1874) — Ангольский батис
- Batis mixta (Shelley, 1889) — Короткохвостый батис
- Batis molitor (Küster, 1836) — Белобокий батис
- Batis occulta Lawson, 1984
- Batis orientalis (Heuglin, 1870) — Сероголовый батис
- Batis perkeo Neumann, 1907 — Карликовый батис
- Batis poensis Alexander, 1903 — Островной батис
- Batis pririt (Vieillot, 1818) — Скромный батис
- Batis reichenowi Grote, 1911
- Batis senegalensis (Linnaeus, 1766) — Сенегальский батис
- Batis soror Reichenow, 1903